# Batalla de Cañada de la Cruz
La batalla de Cañada de la Cruz, que tuvo lugar el 28 de junio de 1820 a unos 102 km al oeste-noroeste de Buenos Aires, cerca de la localidad de Capilla del Señor, en la provincia de Buenos Aires (Argentina), fue un combate durante la primera guerra civil entre unitarios y federales.
El caudillo federal Estanislao López venció a las fuerzas unitarias porteñas al mando del general Miguel Estanislao Soler.

## Antecedentes
En la primera batalla de Cepeda (del 1 de febrero de 1820), los caudillos federales argentinos Francisco Ramírez y Estanislao López vencieron a los unitarios porteños. Esto representó la caída del Directorio y la formación de un sistema de provincias autónomas (casi independientes) en la Argentina, de las cuales la provincia de Buenos Aires era una más, aunque nunca dejó de tener su importancia económica y política. Veinte días después de la batalla, el Tratado del Pilar, del 23 de febrero de 1820 fijó un período de hipotética paz entre Buenos Aires y las provincias del litoral fluvial.
Pero Cepeda también inició un período de anarquía en Buenos Aires, de modo que en ese mismo año, seis generales y coroneles se turnaron en el Gobierno de la provincia. López y Ramírez regresaron a sus provincias, pero al poco tiempo pudieron comprobar que el Tratado del Pilar no era cumplido demasiado fielmente por parte del Gobierno porteño. No solo seguían en el poder la mayor parte de los personajes que habían causado la guerra contra los federales, sino que no se cumplía con la prometida entrega de armamento a las provincias vencedoras y tampoco tenía ningún apuro en enviar sus representantes al Congreso que debía reunirse en San Lorenzo.
De modo que López invadió la provincia a mediados de junio, causando la peor etapa de la anarquía, simbolizada por el «día de los tres gobernadores», en que ninguno de los tres personajes que se titulaban así realmente gobernó. Uno de ellos era el general Soler, comandante del ejército de campaña de la provincia, que unos días después de ser designado gobernador por el Cabildo de Luján, logró ser reconocido como tal.

## Desarrollo

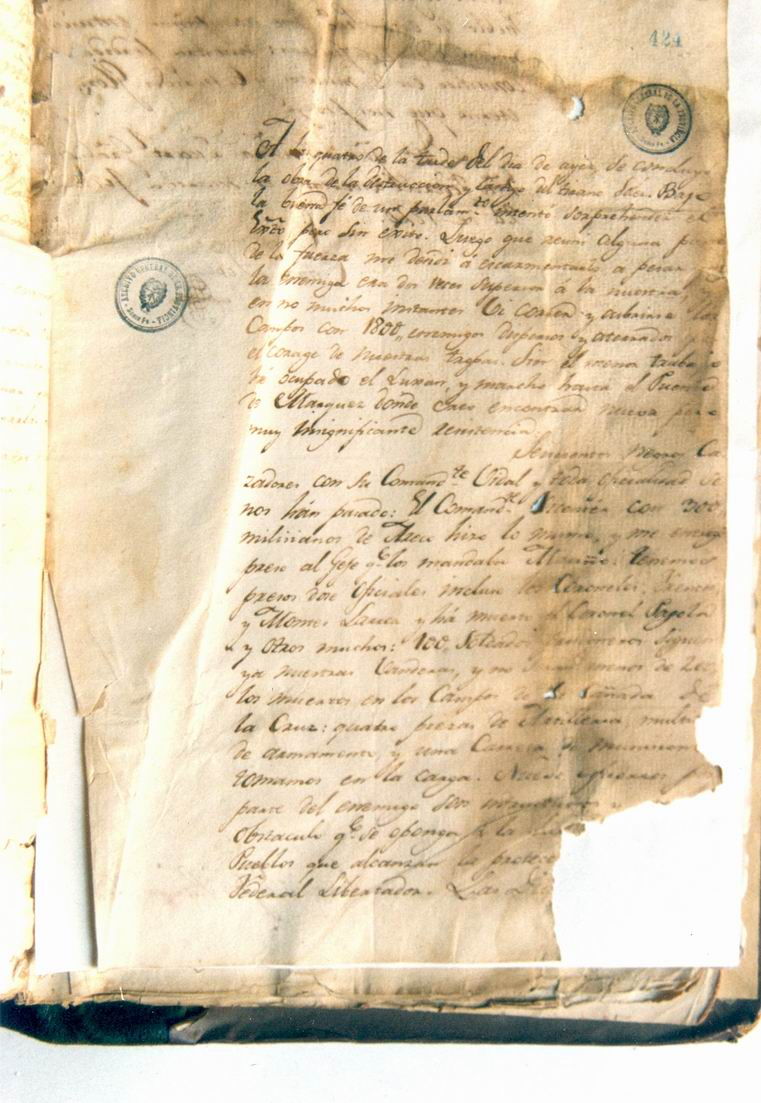
Parte de la batalla de Estanislao López a José Ramón Méndez.

Al saber de la aproximación de López, Soler le salió al encuentro, para evitar que llegara a la capital.
A orillas de la Cañada de la Cruz, un curso de agua de antigua data ―hoy llamado Arroyo de la Cruz― que desemboca en el río Paraná, en el deslinde de los partidos de Exaltación de la Cruz, San Andrés de Giles y Luján, en las cercanías de la estancia La Paterna, de la familia irlandesa de los Tormey, a unos 13 km al suroeste de la localidad de Capilla del Señor se encontraron los 2000 hombres de Soler con los 1500 de López.
Los porteños quedaron al mando del propio Soler y de los coroneles Manuel Pagola y Domingo French (el mismo de la Semana de Mayo). El ejército porteño incluía 178 de artillería con 4 piezas, 156 de infantería, 232 dragones, 247 blandengues y 290 cazadores. Las divisiones de López iban al mando de Carlos María de Alvear y José Miguel Carrera, exgobernantes de Argentina y Chile, dos personajes inesperados que se acababan de unir al ejército argentino contra los porteños.
La batalla fue iniciada por un ataque de Pagola sobre las fuerzas de Carrera, que lograron rechazarlo a costa de enormes esfuerzos. Soler ordenó entonces a su artillería que rompiera el fuego, y al frente de «seiscientos hombres de las mejores tropas» cargó sobre el centro de la línea enemiga. Al cruzar la cañada con sus dragones y milicianos «se le vino encima Alvear con sus proscritos, haciendo frente por dos veces a la terrible e impetuosa carga de Soler, que le obligó a replegarse, deshecho sobre su reserva».
Luego del choque con Soler, las divisiones de Alvear y Carrera cargaron por el flanco a la división de French, que había quedado empantanada en lo más barroso de la Cañada, logrando causarle muchas bajas. López aprovechó esta ocasión para lanzar un ataque con sus dragones, y ambos ataques decidieron el combate.

## Consecuencias
Soler escapó con una pequeña escolta en dirección a Luján. Su derrota fue completa; en el campo de batalla dejó casi 200 muertos, numerosos prisioneros, entre ellos el general French, y todas sus piezas de artillería.
Los prisioneros fueron tratados con toda generosidad por los vencedores. Alvear advirtió a su pariente Domingo French: «esta es la segunda vez que libro tu vida y dos veces has atentado contra la mía. Sé que lo harás aún, y que me darás ocasión de que tenga que perdonarte aún».
Soler huyó a Luján y en los días siguientes presentó su renuncia. Pagola retrocedió furioso hasta la ciudad, tomó el Fuerte y organizó la resistencia; de todos modos, la legislatura eligió gobernador a Dorrego, que unos días más tarde logró que Pagola le entregara sus hombres y el Fuerte.
Tras poner sitio a la ciudad, López tuvo que retroceder hacia su provincia. Tras de él salió Dorrego, que venció a los hombres de Carrera y Alvear en San Nicolás de los Arroyos. Pero López llevó a Dorrego a su campo y lo venció en la Batalla de Gamonal.
Las batallas de Cañada de la Cruz y Gamonal fijaron una especie de empate entre las dos provincias; al quedar claro que ninguna de las dos podían obligar a la otra a someterse, firmaron dos tratados de paz que fijaron una alianza entre López y los gobernadores de Buenos Aires. Los porteños y los santafesinos incluso lucharon aliados contra Ramírez, con lo cual terminó la «guerra de los siete años» de los historiadores santafesinos, comenzada en 1815. Es decir, que con estas batallas terminó el largo proceso de autonomía provincial, finalmente no lograda contra Buenos Aires, sino aliada a ella.